# Unbihexiu
Unbihexiul, cunoscut și sub numele de element 126 sau eka-plutoniu, este elementul chimic ipotetic cu număr atomic 126 și simbolul substituent Ubh. Unbihexium și Ubh sunt numele și simbolul sistematic asignate temporar de către IUPAC, fiind utilizate până în momentul descoperirii, confirmării și deciziei asupra unui nume permanent pentru elementul chimic. În tabelul periodic, unbihexiul este de așteptat să fie un superactinid din blocul g și al optulea element în a opta perioadă . Unbihexiul a atras atenția în rândul fizicienilor nucleari, în special în cadrul predicțiilor timpurii ce vizează proprietățile elementelor supergrele, deoarece 126 poate fi un număr magic de protoni în apropierea centrului unei insule de stabilitate, ceea ce ar duce la timpi de înjumătățire mai lungi, în special pentru 310 Ubh sau 354 Ubh (ce ar putea avea și numere magice de neutroni). 
Interesul timpuriu pentru o posibilă stabilitate crescută a condus la prima încercare de sinteză a unbihexiului în 1971, precum și la căutări al elementului în stare naturală în anii următori. În ciuda mai multor observații raportate, studii recente sugerează că aceste experimente au fost superficiale; prin urmare, nu a fost găsit unbihexiu în mod natural sau artificial. Predicțiile privind stabilitatea unbihexiului variază foarte mult între diferitele modele utilizate; unele modele sugerează că insula de stabilitate ar putea fi în schimb la un număr atomic mai mic, mai aproape de coperniciu și fleroviu .
Unbihexiul este prezis a fi un superactinid activ din punct de vedere chimic, prezentând o varietate de stări de oxidare de la +1 la +8 și posibil fiind un congener mai greu al plutoniului . De asemenea, este de așteptat o suprapunere a nivelurilor de energie ale orbitalilor 5g, 6f, 7d și 8p, ceea ce complică predicțiile privind proprietățile chimice ale acestui element.